# Братський (Брагінський район)
Братський (біл. пасёлак Брацкі, — колишнє поселення у Чемериській сільській раді Брагінського району Гомельської області Білорусі.

## Історія
Братський був заснований на початку XX століття переселенцями з сусідніх сіл. У 1931 році на базі селища був створений колгосп. Пізніше ввійшов до складу колгоспу «Світанок» (центр — село Чемериси). 
- 1930 рік — 19 дворів, 96 жителів
- 2004 рік — жителів немає

Згідно з рішенням Гомельського обласного комітету № 793 від 17 листопада 2005 року, Брацкі був виключений з даних по обліку і реєстрації населених пунктів.